# Čikoj
Il Čikoj (in russo Чико́й?; in mongolo: Цѳх гол/Cöč gol) è un affluente di destra della Selenga, lungo 769 chilometri, che scorre nella Transbajkalia russa lungo il confine con la Mongolia. Pur non essendo il più lungo, è di gran lunga l'affluente più ricco di acque della Selenga.

## Percorso
Il Čikoj nasce a circa 1800 m di altezza sul versante sud-orientale dei monti Čikokonskij. Questa catena montuosa, che si erge a sud-est dei monti della Dauria, raggiunge altitudini superiori ai 2500 metri; sopra la sorgente del Čikoj si innalza il Čikojskij Golez (2334 m). In un primo momento, il Čikoj scorre verso nord-est. La sua valle delimita il confine tra i monti della Dauria e, a sud-est, le propaggini occidentali dei monti Borščovočnyj. Poi il fiume piega verso nord, attraversando la dorsale principale dei monti della Dauria, che in questo punto raggiungono i 1600-2000 metri, e i monti Čerskij (da non confondersi con i monti Čerskij della Siberia nord-orientale).
Più a nord, il fiume svolta bruscamente verso ovest/sud-ovest, attraversando il territorio della Transbajkalia, per poi raggiungere la Repubblica autonoma di Buriazia e il confine tra Russia e Mongolia (Provincia del Sėlėngė), che segue per oltre 100 chilometri. Circa 30 chilometri a ovest di Kjachta, il Čikoj gira nuovamente a nord e infine confluisce, presso Novoselenginsk, circa 25 chilometri a sud-ovest di Gusinoozërsk, a 535 metri di altitudine, nella Selenga, il maggior immissario del lago Bajkal.
Soprattutto nella parte inferiore del suo corso, il fiume forma meandri e si ramifica in più bracci. Il suo affluente più importante è il Menza (in russo Менза?; in mongolo: Минж гол/Minž gol), assieme ai fiumi Čikokon, Aca, Katanca (Ar-Chadanc-Gol) e Chudėriijn-Gol, tutti quanti confluenti da sinistra.

## Idrografia
Il bacino idrografico del Čikoj copre una superficie di 46.200 km². Vicino alla foce il fiume raggiunge una larghezza di 200 metri e una profondità di tre metri; la velocità è di 1,3 m/s.
Il Čikoj gela da fine ottobre/novembre ad aprile/inizio maggio. In alcuni settori del tratto superiore può congelare fino al fondo.
La portata media a Povorot, circa 20 chilometri a monte della foce, è di 274 m³/s, con una media mensile minima di 17,7 m³/s in marzo e una media mensile massima di 712 m³/s in agosto. Durante i mesi estivi e invernali, il fiume può dar luogo a inondazioni.